# Mortes em 2007
Esta é uma relação de pessoas notáveis que morreram durante o ano de 2007.